# Teateråret 1967

## Händelser

### April
- 29 april – Kent Anderssons pjäs Flotten på Göteborgs stadsteater betecknas av kritiken som nyskapande [1].

### Okänt datum
- Edderkoppen teater i Oslo lägger ner verksamheten

## Priser och utmärkelser
- O'Neill-stipendiet tilldelas Olof Widgren
- Thaliapriset tilldelas skådespelaren Ernst-Hugo Järegård
- Jenny Lindstipendiet tilldelas operasångerskan Britt Marie Aruhn

## Årets uppsättningar
- 1 juni – drygt 70 år efter den beslagtagna första bokutgåvan uruppförs Oskar Panizzas tragedi Kärlekskonciliet på teatern Experiment am Liechtenwerd i Wien. Regi: Renée Heimes.

### Okänt datum
- Sławomir Mrożeks pjäs På villande hav (Na pełnym morzu) uppförs på Södra Teatern i Stockholm av Scenskolan
- Pablo Picassos pjäs Åtrån fångad i svansen, författad 1941, uruppförs i Saint-Tropez, vid Festival de la Libre expression.

## Avlidna
- 14 oktober – Marcel Aymé, 65, fransk pjäsförfattare.